# Hammurabis lagar

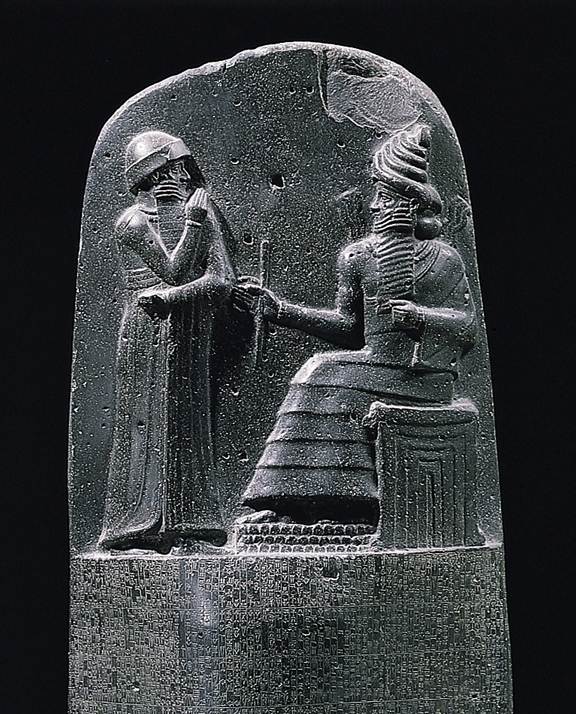
Övre delen av stelen med Hammurabis lagar

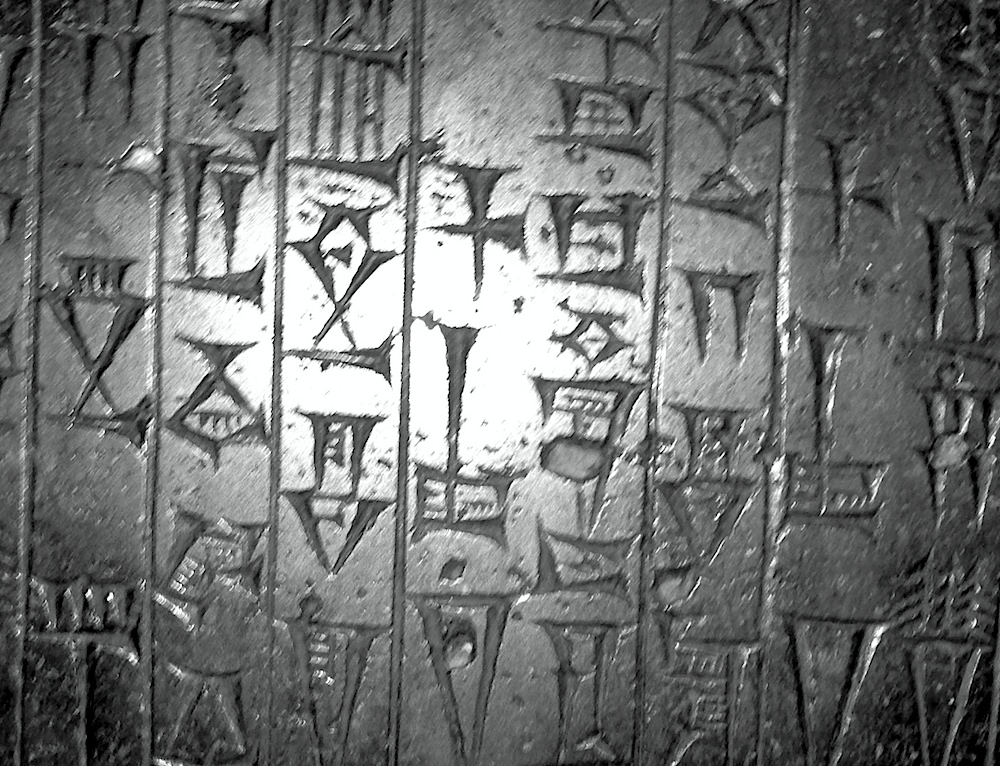
Närbild på kilskriften på Hammurabis lagar.

Hammurabis lagar, eller Hammurabis lag, är en gammalbabylonisk lagsamling och den mest kända av de forntida lagarna. Den utfärdades av kung Hammurabi och förvaras idag på Louvren i Paris
Originaltexten påträffades vid de av de Morgan ledda franska utgrävningarna i det gamla Susa i dagens västra Iran, vid årsskiftet 1902 och är ett av de allra märkligaste fynden från den gamla babyloniska kulturen. Lagarna är inmejslade i prydliga kilskriftstecken på ett monument av hård svart diorit, 2,25 m högt, 1,90 m i omfång vid foten och 1,65 m vid toppen. Det är den längsta och bäst bevarade kilskriftstext, som hittills påträffats. Högst upp på stenens framsida är en basrelief. Samas, solguden, som också var den gudomlige domaren, sitter på en tron, och framför honom står Hammurabi, som från den högste domaren mottar sina lagar. Inskriften löper i sexton parallella kolumner på framsidan och tjugoåtta på baksidan. 
De egentliga lagarna föregås av en prolog, där Hammurabi uppräknar sina
titlar, de gudar han dyrkade, de städer han regerade över och de storverk, som han utfört. Efter lagarna följer en epilog, där Hammurabi anbefaller dem till efterlevnad, nedkallar välsignelser över de efterkommande, som åtlyder dem, såväl som förbannelser över dem, som uraktlåter, ändrar eller utplånar dem. 
De egentliga lagarna utgör omkring 282 lagparagrafer. Fem kolumner är borthuggna med förlust av omkring 35 paragrafer. Några av dessa kan likväl återställas från lertavlor i Assurbanipals bibliotek. Lagen indelas sålunda: 
- 1–5 §§ handlar om falsk anklagelse för brott, mutor till vittnen, falskt vittnesmål, och domare, som vränger rätten;
- 6–25 §§ om stöld, tempel- och palatsstölder, stöld från enskilda personer, stöld av människor, inbrott och röveri;
- 26–41 §§ om förläning av statsegendomar till krigare och tjänstemän;
- 42–47 §§ om arrendering av jordegendomar;
- 48–51 §§ om pantsatt skörd;
- 53–56 §§ om ersättningsskyldighet för skada, förorsakad av bristfällig dammbyggnad;
- 57–58 §§ om olovligt bete;
- 59–65 §§ om olovligt fällande av träd, trädgårdsplantering och trädgårdsbruk;
- 98–107 §§ om kommissionsaffärer;
- 108–111 §§ om värdshusidkerskor;
- 112 § om transport och förvaring av anförtrott gods;
- 113–119 §§ om pantsättning och personer satta i pant för skuld;
- 120–126 §§ om förvaring av annans egendom;
- 127–152 §§ äktenskapslagar, om beskyllning för äktenskapsbrott, omgifte under en mans frånvaro, skilsmässa, sidohustrur, hustru behäftad med sjukdom, en mans gåvor till sin hustru, skulder före äktenskapet;
- 153–158 §§ om sedlighetsförbrytelser;
- 159–161 §§ om upphävandet av trolovning;
- 162–184 §§ om arvsrätt, arv efter hustruns död, efter mannens död, hustru och sidohustru, om morgongåvan, efter äktenskap mellan en fri och en slav, änkan och barnen, döttrars arvsrätt;
- 185–193 §§ om adoption;
- 199–214 §§, lika för lika-lagen;
- 215–227 §§, lagar för läkare, veterinärer och slavmärkare;
- 228–240 §§, bestämmelser för byggmästare och skeppsbyggare;
- 241–249 §§ om lega av lastdjur;
- 250–252 §§, ersättning för skada en vildsint oxe tillfogat;
- 253–260 §§ om lejda uppsyningsmän och jordarbetare;
- 261–267 §§, bestämmelser för herdar;
- 268–277 §§, legotaxa för arbetsdjur, redskap, daglönare, hantverkare och båtar;
- 278–282 §§ om köp och besittning av slavar.

Hammurabi hade, som prologen och epilogen tydligt visar, låtit inmejsla dessa lagar på den nu funna stenen. Någon elamitisk krigare hade sedermera under de ofta förekommande krigstågen till Babylonien sannolikt fört stenen som krigsbyte till Susa. Hammurabi själv är naturligtvis inte att betrakta som upphovsman till dessa lagar. De är gammalbabyloniska lagar, vilka, i likhet med alla lagar, småningom uppstått, formats och även nedskrivits under tidernas lopp. Dessa lagar är märkliga både för sin utförlighet och sin karaktär. De vittnar om, till vilken jämförelsevis hög ståndpunkt rättsskipningen utvecklat sig i Babylonien så långt tillbaka som det andra årtusendet f.Kr. Brottmål och civila rättstvister avgjordes sålunda vid offentliga domstolar med ansvariga domare, efter fullgiltig bevisföring och med rätt till försvar, värjemålsed och övervägande av utslag vid högre rätt, i detta fall kungen själv. Dessa lagar återspeglar en väl ordnad stat, där personlig frihet, säkerhet, verksamhet och egendom skyddas, befrämjas och regleras av lagar, som under tidernas lopp och omständigheternas krav visat sig verksamma och nyttiga. 
Emedan denna lagsamling är semitisk, innehåller den de gammalsemitiska rättsprinciperna. Grundvalen för dessa är "lika för lika" eller "liv för liv,
öga för öga, tand för tand, hand för hand, fot för fot". Denna princip följs i dessa lagar bokstavligen, då det gäller liv eller lem, men då det gäller förbrytelse mot annans egendom, måste den skyldige ersätta dubbelt eller mångdubbelt. Men varje brott kunde beläggas med endast ett straff. Straffen är i allmänhet stränga. Dödsstraff är sålunda föreskrivna för inte mindre än 35 förbrytelser, och ändå innehåller dessa lagar märkligt nog ej några straffbestämmelser för mord, hädelse, majestätsbrott eller högförräderi. 
En tempeltjuv, människotjuv, slavgömmare, rövare, falsk anklagare, ett falskt vittne, sedlighetsförbrytare och så vidare straffas med döden – genom dränkning, förbränning eller hängning. Tungan avskärs för dåligt tal, ett öga utrivs för onda blickar, brösten bortskärs från en amma, som försummat sitt barn, händerna avhuggs en son, som slagit sin fader, och en läkare, som opererat med dödlig utgång. Fängelsestraffet i egentlig mening förekommer inte alls. Det enda frihetsstraffet är förvisning. Ersättning i silver eller in natura för vållad skada varierar mellan dubbelt och tolvdubbelt av värdet. 
Utom sitt rent juridiska intresse är denna lagsamling av stort värde för det ljus den kastar över de sociala förhållandena i Babylonien. Dessa lag- och straffbestämmelser återspeglar sålunda klassförhållandena, äktenskap och familjeliv, seder och bruk, administrativa förhållanden, ämbeten, yrken, löneförhållanden och levnadskostnader, industri, handel och näringar. De återspeglar hela det babyloniska kulturella livet. Av särskilt intresse är denna lagsamling på grund av sina påtagliga likheter och sitt omisskänneliga släktskap med andra gamla lagar, i synnerhet den mosaiska lagen, de romerska tolv tavlorna och den syrisk-romerska lagboken. Sambandet och släktskapen mellan Hammurabis lagar och Mose lag ligger i öppen dag. Det är samma grundprinciper, rättsbegrepp och även samma ordalydelse. Samma seder och bruk återspeglas. Många av lagbuden överensstämmer fullständigt, andra avviker från varandra i smärre detaljer. Naturligtvis förekommer olikheter, och den babyloniska lagen är fullständigare. 
Denna uppenbara likhet har väckt frågan om det historiska sambandet mellan de båda lagsamlingarna. Har hebréerna hämtat sina lagar från babylonierna eller har babylonier och hebréer öst ur samma källa och sålunda var för sig utvecklat sina lagsystem ur urgamla semitiska rättsbegrepp? Den frågan torde ej bestämt kunna besvaras. Visst är emellertid, att den babyloniska lagsamlingen i den form, vari den föreligger, är minst tusen år äldre än den mosaiska. De ofta överraskande likheterna mellan Hammurabis lagar och de romerska tolv tavlorna lämnar knappast något tvivel om, att de gammalsemitiska rättsgrunderna utövat starkt inflytande på den grekisk-romerska lagstiftningen. Olikheterna mellan Hammurabis lagar och den syrisk-romerska lagboken, som ju härstammar från 400-talet e.Kr., är större, men även här finner man tydliga spår av gammalsemitiska rättsbegrepp. 